# 空軍前線飛行章 (ドイツ空軍)
空軍前線飛行章（独:Frontflugspange）はドイツ空軍の徽章。

## 概要
空軍前線飛行章は青銅・銀・金の三種に、さらにダイヤモンドを加えることができた。徽章から吊り下げられるペナントが作戦行動の回数とそれに用いられた航空機の種別を表していた。この徽章は以下の種別により発行されていた。
- 昼間戦闘
- 夜間戦闘
- 長距離昼間戦闘
- 長距離夜間戦闘
- 対地攻撃
- 爆撃
- 偵察・救難・天候偵察
- 輸送・グライダー

これらの異なる徽章は以下の時期に国家元帥ヘルマン・ゲーリングにより定められた。
- 1941年1月30日　前線飛行章制定
- 1942年6月26日　黄金前線飛行章制定
- 1944年4月29日　作戦行動数ペナントの制定

## 青銅空軍前線飛行章
20回の作戦行動飛行。

## 銀空軍前線飛行章
60回の作戦行動飛行。

## 黄金空軍前線飛行章
110回の作戦行動飛行。

## ペナント付き黄金空軍前線飛行章
- 昼間戦闘と輸送：500ミッション
- 地上攻撃：400ミッション
- 爆撃・航空海難救助・天候偵察：300ミッション
- 偵察・夜間戦闘：250ミッション

## 作戦行動回数別ペナント
以下のような回数表記となっていた。200回、300回、400回、500回……